# Joost Vandecasteele
Joost Vandecasteele (1979) es un escritor flamenco.

## Biografía
Vandecasteele estudió dirección teatral en Bruselas. En 2002 obtuvo el premio Theater Aan Zee por su monólogo Sparta 2010. Entre 2005 y 2009 formó parte del colectivo de teatro Abattoir Fermé.
Como escritor, ha publicado relatos cortos en revistas literarias en lengua neerlandesa como Lava, Deus ex machina, De Brakke Hond, De Revisor y Vice.
Su debut literario, Por qué el mundo funciona perfectamente sin mí, publicado en España en 2012 por Tropo Editores, recibió el Debuutprijs 2010 (Mejor debut de las letras flamencas 2010). El libro consta de diez relatos, incluyendo Ya nunca habrá paz, ganador del Brandende Pen de la revista literaria Lava en 2007.
Tras el éxito de su primera obra de ficción, Vandecasteele alcanzó también notoriedad como monologuista.
Vandecasteele escribe en la actualidad dos columnas semanales para De Standaard, periódico belga de tirada nacional.